# یوله
شهر یوله (به سوئدی: Gävle) در ناحیه شهری یوله در کشور سوئد واقع شده‌است. جمعیت این شهر طبق سرشماری سال ۲۰۲۰، ۷۷ هزار نفر است.